# Sérgio Sá Leitão
Sérgio Sá Leitão (Rio de Janeiro, 10 de março de 1967) é um jornalista e gestor público brasileiro. Foi Secretário da Cultura do Estado de São Paulo entre 2019 e 2023 nas gestões dos governadores João Dória e Rodrigo Garcia.

## Jornalismo
Sérgio Sá Leitão é graduado em jornalismo pela Universidade Federal do Rio de Janeiro (UFRJ). Foi repórter e editor do Jornal do Brasil e da Folha de S.Paulo, e na década de 2000 migrou para a carreira política.
Foi repórter, colunista e editor da Folha de S. Paulo e do Jornal do Brasil, além de diretor de redação do Jornal dos Sports.
É co-autor dos livros Futebol-arte: a Cultura e o Jeito Brasileiro de Jogar" (1998) e Marketing Esportivo ao Vivo (2000), entre outros.

## Carreira política
Entre 2003 e 2006, Sá Leitão foi Chefe de Gabinete do então Ministro da Cultura, Gilberto Gil, e Secretário de Políticas Culturais do MinC. Em maio de 2006, assumiu o posto de assessor da presidência do BNDES, atuando na criação do Departamento de Economia da Cultura e do Programa de Apoio à Cadeia Produtiva do Audiovisual (Procult). No MinC, coordenou os programas Copa da Cultura, Música do Brasil, CulturaPrev e Economia da Cultura, entre outros.
Em 2007, foi nomeado assessor de diretoria da Agência Nacional do Cinema (Ancine). No ano seguinte passou a diretor do órgão, com mandato até 2010. Em janeiro de 2008 deixou o cargo para presidir a RioFilme, a convite do prefeito Eduardo Paes.
Entre 2009 e 2014, a RioFilme investiu cerca de R$ 180 milhões em mais de trezentos projetos de empresas cariocas de audiovisual, nos segmentos de desenvolvimento, produção, distribuição, exibição, capacitação e serviços. Com isso, o Rio de Janeiro tornou-se a capital brasileira que mais investiu no setor audiovisual. Também foi secretario municipal da Cultura do estado do Rio de Janeiro entre 2012 e 2015.
Assumiu o Ministério da Cultura (MinC) no governo Michel Temer em 25 de julho de 2017.
Em 2019 assumiu a Secretaria da Cultura do Estado de São Paulo, no governo de João Doria.

### Polêmicas
Em outubro de 2018, envolveu-se em uma troca pública de acusações com o artista Roger Waters, em turnê pelo Brasil, acusando-o pelo Twitter de ter recebido R$ 90 milhões para "fazer campanha disfarçada de show" no segundo turno das eleições presidenciais. A acusação de Sérgio Sá Leitão foi considerada censura ilegal contra o fundador do Pink Floyd por usuários da rede social.
Sá Leitão havia afirmado que estava "de saco cheio de manifestações políticas em shows". "Eu estive lá, conversei com o empresário dele antes. Confesso que, pensando como público (sic), como fã, eu estou de saco cheio. A gente não consegue mais ir a um show ou ver um filme sem que haja algum tipo de manifestação política. Muitas pessoas estão com essa sensação." Waters afirmou, então, que ele estava "no emprego errado".
Com a repercussão negativa, o Ministro da Cultura afirmou que a sua declaração anterior não era fake news: "Obrigado a você que chamou de fake news meu post sobre Roger Waters. Prova de incoerência. Por muito menos, acusou Bolsonaro de caixa 2 e campanha ilegal. Sem provas. E o que eu disse é verdade: ele recebeu R$ 90 milhões por shows/entrevistas; e está em campanha contra Bolsonaro".